# Ясеницька-Волошин Олена
Олена Ясеницька-Волошин (1882 — 1980) — українська піаністка, музичний педагог, дириґентка.

## Життєпис
Народилася в с. Тирява Сільна на Бойківщині. Закінчила Віденську консерваторію (клас фортепіано Вільгельма Шенера). Працювала піаністом-педагогом і диригентом у Вищому музичному інституті ім. Лисенка у Львові (1903—1935). Протягом 1908—1910 виконували обов'язки ректора. Акомпаніаторка хору «Боян» у Львові, який очолював її чоловік Михайло Волошин, та у гастрольних подорожах по Галичині Модеста Менцинського.
Підготувала багато піаністів, серед яких Ераст Бурачинський, Катерина Гвоздецька, Микола Колесса, Ірина Любчак-Крих, Оксана Федак-Драгомирецька, Неоніла Цегельська-Дмитрук.
Згодом перебувала в еміграції у Польщі, Німеччині та у США, де викладала фортепіано до 84 років.